# Заява про припинення вогню в Нагірному Карабасі (2020)
Угода про припинення вогню в Нагірному Карабасі — тристороння угода про завершення Другої карабаської війни, підписана президентом Азербайджанської Республіки Ільхамом Алієвим, прем'єр-міністром Республіки Вірменія Ніколом Пашиняном і президентом Російської Федерації Володимиром Путіним.

## Передісторія
У вересні 2020 року в Карабаху поновились широкомасштабні бойові дії, в ході яких Азербайджан відновив контроль над значною частиною територій, що контролювалися вірменською стороною, включаючи території вздовж усього кордону з Іраном. 8 листопада, після чотириденних боїв, було оголошено про перехід під контроль збройних сил Азербайджану стратегічного міста Шуша, що фактично означало перекриття траси Ґоріс-Степанакерт — єдиного шляху сполучення між НКР і Вірменією.

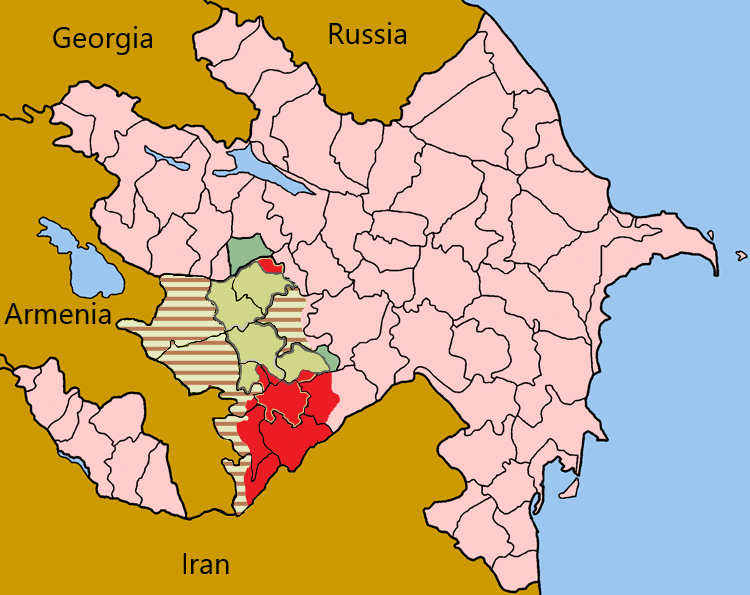
Територіальні зміни в результаті договору. Область, зазначена червоним кольором, залишається під контролем Азербайджану. Заштрихована територія повинна бути повернута Вірменією Азербайджану на 1 грудня 2020 року. Уздовж кордону світло-зеленої території будуть розміщені російські миротворчі сили

## Зміст заяви
З ініціативи РФ в ніч з 9 на 10 листопада було підписано тристоронню заяву про повне припинення вогню і всіх військових дій в зоні карабаського конфлікту.
1. Після повного припинення вогню і всіх військових дій в зоні конфлікту з 00 годин 00 хвилин за московським часом 10 листопада 2020 року Азербайджан і Вірменія зупиняються на займаних ними позиціях.
2. Агдамський район повертається Азербайджанській Республіці до 20 листопада 2020 року.
3. Уздовж лінії зіткнення в Нагірному Карабасі і вздовж Лачинського коридору розгортається «миротворчий контингент» РФ[4].
4. «Миротворчий контингент» РФ розгортається паралельно з виведенням вірменських збройних сил.
5. Розгортається «миротворчий центр по контролю за припиненням вогню.
6. Вірменія до 15 листопада 2020 року повертає Азербайджану Кельбаджарський район, до 1 грудня 2020 року — Лачинський район. Лачинський коридор (шириною 5 км), який буде забезпечувати зв'язок Нагірного Карабаху з Вірменією і при цьому не буде зачіпати місто Шушу, залишається під контролем «миротворчого контингенту» РФ. Протягом трьох років буде визначений план будівництва нового маршруту руху Лачинським коридором, що забезпечує зв'язок між Нагірним Карабахом і Вірменією, з подальшою передислокацією російського миротворчого контингенту для охорони цього маршруту. Азербайджан гарантує безпеку руху  Лачинським коридором громадян, транспортних засобів і вантажів в обох напрямках.
7. Внутрішньо переміщені особи та біженці повертаються на територію Нагірного Карабаху і прилеглі райони під контролем Управління Верховного комісара ООН у справах біженців.
8. Проводиться обмін військовополоненими і іншими утримуваними особами і тілами загиблих.
9. Розблоковуються все економічні і транспортні зв'язки в регіоні. Вірменія гарантує безпеку транспортного сполучення між західними районами Азербайджану і Нахічеванської Автономною Республікою. Контроль за транспортним сполученням здійснюють органи Прикордонної служби ФСБ Росії.

В опублікованому 10 листопада зранку на сайті президента РФ тексті заяви відсутня фраза про передачу Азербайджану контрольованих силами Вірменії територій в Газахському районі Азербайджану, яка була в раніше цитованій Пашиняном заяві. Також з первісної редакції прибрана фраза про те, що вірменська сторона зберігає за собою Лачинський коридор, замість цього Лачинський коридор передається під контроль «миротворчих сил». Третє зміна торкнулася формулювання про транспортне сполучення між Нахічеванською Автономною Республікою і західними районами Азербайджану.

## Реакція

### Азербайджан

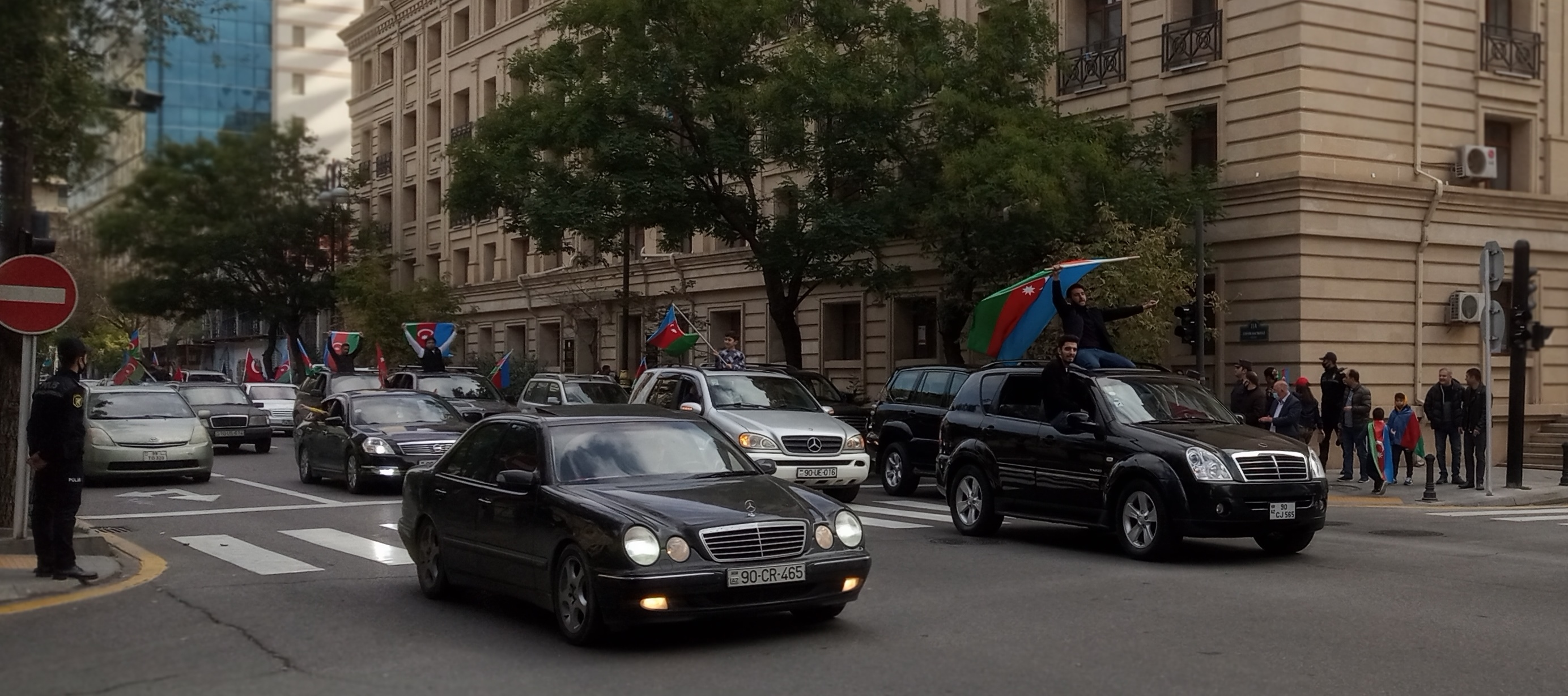
Жителі Баку святкують перемоги 10 листопада 2020 року

Президент Азербайджану Ільхам Алієв сказав, що «ця заява є капітуляцією Вірменії. Ця заява поклало край багаторічній окупації». В Азербайджані угоду зустріли з радістю і всю ніч святкували перемогу у війні. Масштабні урочистості вибухнули по всьому Азербайджану, особливо в Баку, коли було оголошено про угоду.

### Вірменія

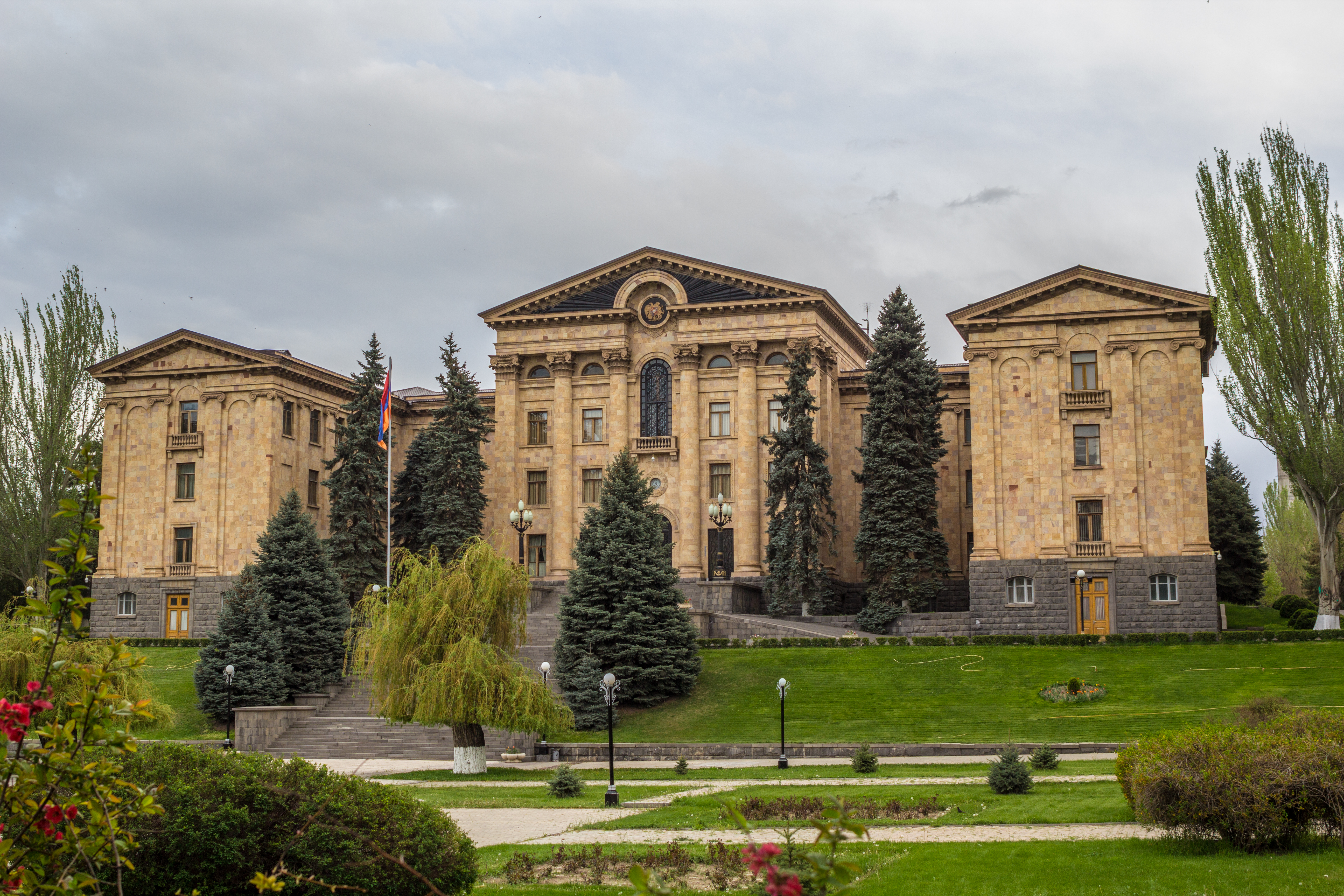
Будівля парламенту Вірменії

Після підписання угоди прем'єр-міністр Вірменії Нікол Пашинян заявив, що «це не перемога, але немає поразки, поки ви не вважаєте себе переможеним, ми ніколи не будемо вважати себе переможеними, і це стане новим початком епохи нашої національної єдності і відродження». В Єревані підписання мирної угоди викликало політичну кризу і призвело до акцій протесту в місті. Протестуючі біля будівлі парламенту Вірменії в Єревані побили спікера Національних зборів Арарату Мірзояна. Також учасники протесту, зім'явши охоронців, увірвалися в парламент і зайняли трибуну в залі засідань, з якої стали виступати всі бажаючі і вимагати продовження бойових дій в Карабасі.

### Міжнародна
- Президент Грузії Саломе Зурабішвілі привітала Вірменію і Азербайджан зі згодою припинити бойові дії, висловила співчуття сім'ям жертв війни та висловила надію, що на Південному Кавказі почнеться нова ера[7].
- Іран привітав підписання угоди і сподівався, що воно призведе до остаточного врегулювання, яке збереже мир в регіоні[8].
- Міністр закордонних справ Пакистану виступив з заявою, в якій говориться: «Ми вітаємо уряд і братський народ Азербайджану зі звільненням їх територій»[9].
- Володимир Путін заявив: «виходимо з того, що досягнуті домовленості створять необхідні умови для міцного і повноформатного врегулювання карабаської кризи на основі справедливості і на благо вірменського, і азербайджанського народів»[10].
- Міністр закордонних справ Туреччини Мевлют Чавушоглу привітав Азербайджан після підписання угоди[11].
- Міністр закордонних справ Великої Британії Домінік Рааб привітав угоду і рекомендував обом сторонам продовжувати роботу в напрямку міцного врегулювання спору[12].